# El Algar
Pour les articles homonymes, voir Algar (homonymie).
El Algar est un district de la commune espagnole de Carthagène situé au sud-est de celle-ci. Il s'étend sur 26,659 km2 et comptait 8 128 habitants en 2020. 
Quelques lieux d'habitation présents sur ce territoire sont El Algar, Los Urrutias, Estrella de Mar, Los Rizos ou Los Ruices. 